# Mimia chiapaensis
Mimia chiapaensis är en fjärilsart som beskrevs av Freeman 1969. Mimia chiapaensis ingår i släktet Mimia och familjen tjockhuvuden. Inga underarter finns listade i Catalogue of Life.